# Maturana
Maturana es un concejo del municipio de Barrundia, Cuadrilla de la Llanada Alavesa, en la provincia de Álava, País Vasco (España).  

## Toponimia
El nombre de Maturana aparece ya en documentación de 1012 y algo más tarde en la Reja de San Millán (1025). También en documento de 1294 reproducido en el «Boletín de la Real Academia de la Historia» de octubre de 1883.Parece que el antropónimo que está en el origen del  nombre del concejo podría ser Maturus. De la propiedad de Maturus habría salido Maturana. La microtoponimia y un documento de 1497 dejarían en cualquier claro que la forma empleada en euskera era Matura.

## Geografía física
Situada cerca del embalse de Ullibarri-Gamboa, a unos 600 m. de altura, en la margen izquierda del río Zadorra y cerca del monte Guevara (729 m). Maturana se encuentra muy cerca del Parque provincial de Garaio y del Parque ornitológico de Mendijur.

### Ubicación
|               | Norte: Ozaeta |               |
| Oeste: Garayo |               | Este: Guevara |
|               | Sur: Mendíjur |               |

## Historia
Hacia mediados del siglo XIX, el lugar, ya por entonces perteneciente a Barrundia, tenía contabilizada una población de 43 habitantes. Aparece descrito en el undécimo volumen del Diccionario geográfico-estadístico-histórico de España y sus posesiones de Ultramar de Pascual Madoz con las siguientes palabras:

MATURANA: l. del ayunt. de Barrundia, en la prov. de Álava, part. jud. de Vitoria (2 1/2 leg.), aud. terr. de Burgos (21), c. g. de las Provincias Vascongadas, dióc. de Calahorra (16). sit. entre montes, con clima frio y húmedo; le combaten los vientos N. y SO., y se padecen constipados y calenturas. Tiene 11 casas, igl. parr. (San Martin), servida por un beneficiado perpetuo con título de cura; una ermita (San Miguel), y para el surtido del vecindario, una fuente de aguas muy saludables. El térm. confina N. Olaza y Ozaeta; E. Guevara; S. Mendijur, y O. Garayo. El terr. á la parte N. flojo, y al S: de buena calidad y de bastante suelo: le atraviesan los r. Zadorra y Barrundia, que se confunde con el primero perdiendo su nombre. caminos: locales y en estado regular, El correo se recibe de Vitoria. prod. trigo, maiz, cebada,. avena, yeros, alholva y algunas legumbres y hortalizas: cria ganado vacuno y caballar; caza de perdices, codornices, liebres y ánades: pesca de anguilas, truchas, barbos y cangrejos. ind.: ademas de la agricultura y ganadería, hay un molino habrinero. pobl. 10 vec., 43 alm. riqueza y contr. con su ayunt. (V.)
(Madoz, 1848, p. 313)

En 2022, la entidad singular de población tenía empadronados 47 habitantes y el núcleo de población, 46.

## Demografía
| Gráfica de evolución demográfica de Maturana entre 2000 y 2017 |
|                                                                |
| Población de derecho según los censos de población del INE.    |

## Cultura

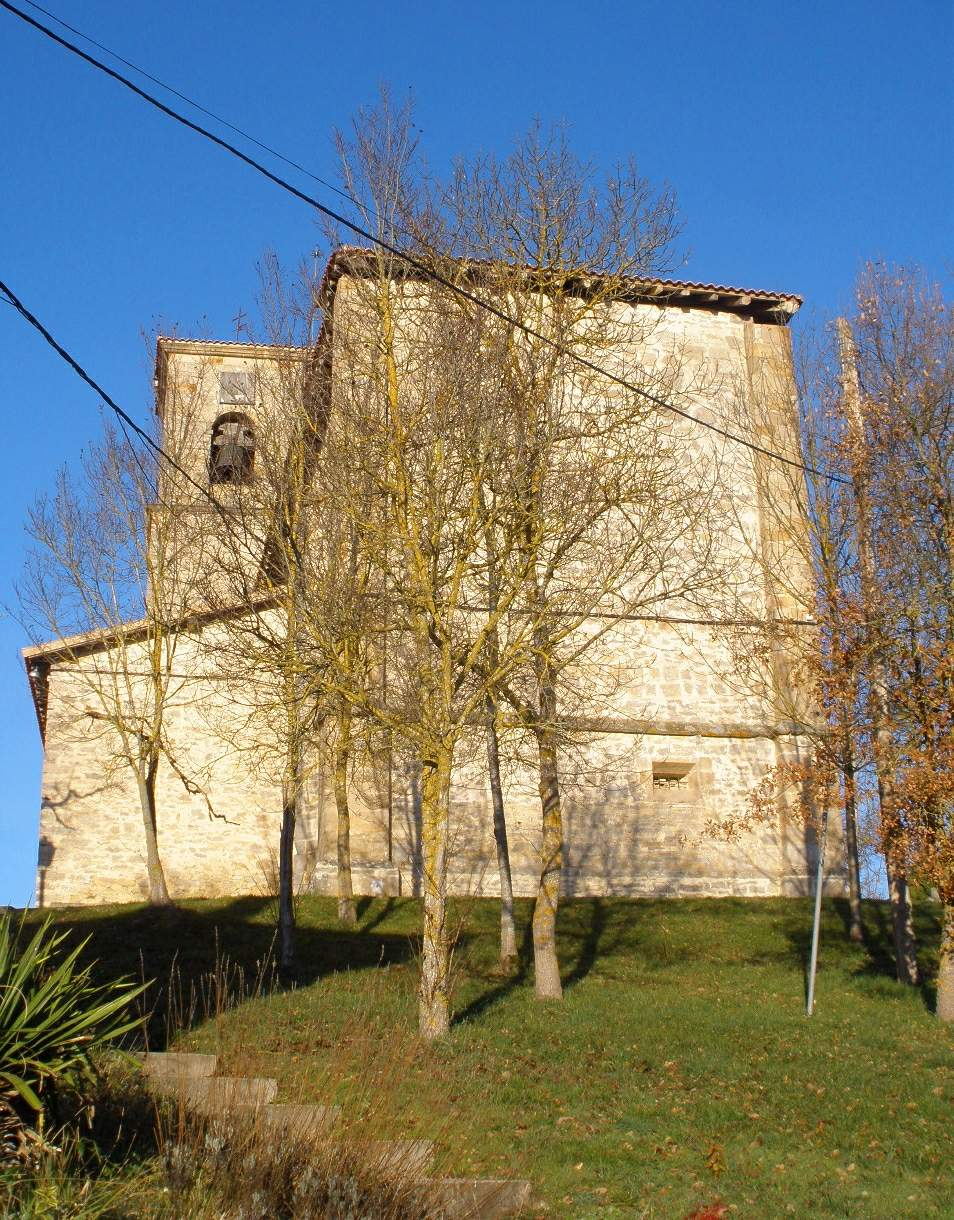
Vista de la iglesia de San Martín

### Patrimonio material
- Iglesia de San Martín, del siglo XVI.[8]Situada en lo alto del pueblo. Tiene en su interior un retablo principal neoclásico y dos más pequeños en los laterales, todos del siglo XVII.[9]
- El cementerio es el único del territorio alavés que está ubicado dentro de un edificio.[10]
- Ermita dedicada a San Miguel. Está documentada en el siglo XVI pero no se conserva en la actualidad.[9]
- Existe una fuente en la calle Sagasti-Zahar que fue trasladada en el siglo XIX desde su antiguo emplazamiento, en la parte baja del pueblo, al construirse el embalse.[11]

### Patrimonio inmaterial

#### Festividades
Las fiestas se celebran el 11 de noviembre, San Martín.